# Route Forestière
De Route  Forestière is een toeristische autoroute in Wallonië. De route is bewegwijzerd met zeshoekige borden en is 46 kilometer lang. De route loopt door Marcourt, Hotton, Rendeux, Marche-en-Famenne.